# Tony Leenhardt
Pour les articles homonymes, voir Leenhardt.
Tony Leenhardt est un ingénieur du son français, chef opérateur du son pour le cinéma et la télévision, né le 11 septembre 1906 à Mauguio (Hérault), mort le 17 février 1982  à Grasse (Alpes-Maritimes).

## Biographie
Tony Leenhardt est le cousin du réalisateur Roger Leenhardt, qu'il a aidé à ses débuts et qui lui en fut reconnaissant : « J'ai débuté au cinéma comme monteur, non par vocation mais pour essayer de gagner ma vie. Mon cousin Tony Leenhardt était ingénieur du son (personnage nouveau et important au début du cinéma parlant) aux studios Éclair. Il obtint de son directeur que j'entre comme stagiaire au montage ».

## Filmographie

### Cinéma
- 1932 : L'Affaire Blaireau d'Henry Wulschleger
- 1932 : La Bonne Aventure d'Henri Diamant-Berger
- 1932 : Léon... tout court de Joe Francis
- 1933 : Mademoiselle Josette, ma femme d'André Berthomieu
- 1933 : Le Martyre de l'obèse de Pierre Chenal
- 1934 : Paris-Deauville de Jean Delannoy
- 1934 : La Femme idéale d'André Berthomieu
- 1934 : Flofloche de Gaston Roudès
- 1935 : Deuxième bureau de Pierre Billon
- 1938 : Café de Paris d'Yves Mirande et Georges Lacombe
- 1938 : Accord final d'Ignacy Rosenkranz (I.R. Bay) et Douglas Sirk
- 1939 : La Fin du jour de Julien Duvivier
- 1940 : Menaces d'Edmond T. Gréville
- 1940 : L'Émigrante de Léo Joannon
- 1940 : Le Café du port de Jean Choux
- 1946 : Pétrus de Marc Allégret
- 1947 : Une nuit à Tabarin de Carl Lamac
- 1947 : Le Mariage de Ramuntcho de Max de Vaucorbeil
- 1948 : La Dame d'onze heures de Jean Devaivre
- 1949 : Hans le marin de François Villiers
- 1949 : Le Point du jour de Louis Daquin
- 1950 : Le Rosier de madame Husson  de Jean Boyer
- 1950 : L'Inconnue de Montréal de Jean Devaivre
- 1950 : Et moi, j'te dis qu'elle t'a fait de l'œil de Maurice Gleize
- 1950 : L'Homme qui revient de loin de Jean Castanier
- 1951 : Garou-Garou, le passe-muraille de Jean Boyer
- 1951 : Le Passage de Vénus de Maurice Gleize
- 1951 : Le Garçon sauvage de Jean Delannoy
- 1952 : La Maison dans la dune de Georges Lampin
- 1952 : La Putain respectueuse de Charles Brabant et Marcel Pagliero
- 1953 : La Vie d'un honnête homme de Sacha Guitry
- 1953 : Les Amants de minuit de Roger Richebé
- 1953 : Un caprice de Caroline chérie de Jean Devaivre
- 1953 : Saadia d'Albert Lewin
- 1954 : Secrets d'alcôve de Ralph Habib
- 1954 : Châteaux en Espagne de René Wheeler

### Télévision
- 1952-1954 : Foreign Intrigue (en) (série télévisée)
- 1954-1955 : Sherlock Holmes (série télévisée)

## Publication
- « Pour une meilleure utilisation de l’ingénieur du son », Syndicat des assistants cinégraphistes français, n° 24, avril 1936.